# The English (phim truyền hình)
Người Anh là một bộ phim truyền hình tái hiện miền Viễn tây do BBC và Amazon Prime sản xuất, do Hugo Blick viết kịch bản và đạo diễn. Với sự tham gia của Emily Blunt và Chaske Spencer, phim kể về một phụ nữ người Anh du hành đến miền Tây nước Mỹ vào năm 1890 để tìm cách trả thù người đàn ông mà cô cho rằng đã gây ra cái chết của con trai mình. Phim được công chiếu lần đầu tại Vương quốc Anh trên BBC Two và iPlayer vào ngày 10 tháng 11 năm 2022 và tại Hoa Kỳ trên Amazon Prime Video vào ngày 11 tháng 11 năm 2022. Bộ phim nhận được đánh giá tích cực từ các nhà phê bình, đặc biệt là diễn xuất của Blunt và Spencer.

## Cốt truyện
Người phụ nữ người Anh, Quý cô Cornelia Locke đến miền Viễn tây vào năm 1890 để trả thù người đàn ông mà cô cho là nguyên nhân gây ra cái chết của con trai mình. Cô gặp Eli Whipp, cựu trinh sát kỵ binh và là thành viên của Quốc gia Pawnee. Eli đang trên đường đến Nebraska để đòi lại mảnh đất mà anh được hưởng vì đã phục vụ trong quân đội Hoa Kỳ, mặc dù đã được cảnh báo rằng người da trắng sẽ không trả lại. Cornelia và Eli khám phá ra mối liên hệ với nhau trong quá khứ.

## Diễn viên và nhân vật

### Chính
- Emily Blunt vai Quý cô Cornelia Locke
- Chaske Spencer trong vai Thượng sĩ Eli Whipp/Sói bị thương

### Phụ
- Rafe Spall vai David Melmont
- Tom Hughes vai Thomas Trafford
- Stephen Rea vai Sheriff Robert Marshall
- Valerie Pachner vai Martha Myers
- Toby Jones vai Sebold Cusk
- Ciaran Hinds vai Richard M Watts  [3]
- Malcolm Storry vai Red Morgan
- Nichola McAuliffe vai Black Eyed Mog
- Cristian Solimeno vai Clay Jackson
- Miguel Alvarez vai Timothy Flynn
- Steve Wall vai Thin 'Kell' Kelly
- Gary Farmer vai John Clarke
- Kimberly Norris Guerrero vai Katie Clarke
- Tonantzin Carmelo vai Touching Ground

## Quá trình sản xuất
Vào tháng Hai năm 2020, Emily Blunt gia nhập dàn diễn viên của phim, với Hugo Blick biên kịch và đạo diễn, và Amazon Studios và BBC Studios đồng sản xuất. Tháng Năm năm 2021, Chaske Spencer, Rafe Spall, Toby Jones, Tom Hughes, Stephen Rea, Valerie Pachner, Ciarán Hinds, Malcolm Storry, Steve Wall, Nichola McAuliffe, Sule Rimi và Cristian Solimeno gia nhập dàn diễn viên.
Ghi hình chính thức bắt đầu ở Tây Ban Nha vào tháng Năm năm 2021 và kết thúc vào tháng Chín năm 2021.

## Đón nhận
Hệ thống tổng hợp kết quả đánh giá của trang web  Rotten Tomatoes ghi nhận 82% đánh giá tích cực và đánh giá trung bình 7.7/10, dựa trên 56 bài phê bình. Sự đồng thuận của trang web viết: "Một sự vượt trội về mặt hình ảnh được nâng cao nhờ màn trình diễn của Emily Blunt và Chaske Spencer, Người Anh là một bộ phim Viễn Tây hấp dẫn và có phần uốn khúc được làm bằng kỹ thuật thủ công đáng ngưỡng mộ." Trên Metacritic, bộ phim có điểm trung bình là 74/100 dựa trên 26 bài phê bình, cho thấy "các bài đánh giá nhìn chung là ưa thích". The Guardian chấm bộ phim năm trên năm sao, nêu rõ: "mặc dù bạn có thể mất dấu các chi tiết, nhưng cốt truyện không bao giờ trở nên khó hiểu hoặc các màn trình diễn kém hấp dẫn" cho rằng màn trình diễn của Spencer và Blunt là "một sự mặc khải".

### Giải thưởng
| Năm  | Giải thưởng                                             | Hạng mục                                                             | Người được đề cử | Kết quả   | Ref.          |
| ---- | ------------------------------------------------------- | -------------------------------------------------------------------- | ---------------- | --------- | ------------- |
| 2023 | Giải Nghiệp đoàn diễn viên màn ảnh                      | Nữ diễn viên xuất sắc trong phim truyền hình hoặc loạt phim ngắn tập | Emily Blunt      | Đề cử     | [ 11 ]        |
| 2023 | Giải thưởng Truyền hình Viện hàn lâm Anh                | Nam diễn viên chính xuất sắc                                         | Chaske Spencer   | Đề cử     | [ 12 ] [ 13 ] |
| 2023 | Giải thưởng Kỹ xảo Truyền hình Viện hàn lâm Anh         | Đạo diễn xuất sắc: Giả tưởng                                         | Hugo Blick       | Đề cử     | [ 12 ] [ 13 ] |
| 2023 | Giải thưởng Kỹ xảo Truyền hình Viện hàn lâm Anh         | Phục trang xuất sắc                                                  | Phoebe De Gaye   | Đoạt giải | [ 12 ] [ 13 ] |
| 2023 | Giải thưởng Kỹ xảo Truyền hình Viện hàn lâm Anh         | Nhạc phim xuất sắc: Giả tưởng                                        | Federico Jusid   | Đề cử     | [ 12 ] [ 13 ] |
| 2023 | Giải thưởng Kỹ xảo Truyền hình Viện hàn lâm Anh         | Thiết kế sản xuất xuất sắc                                           | Chris Roope      | Đề cử     | [ 12 ] [ 13 ] |
| 2023 | Giải thưởng Điện ảnh & Truyền hình Ai-len               | Nam diễn viên chính – Phim truyền hình                               | Stephen Rea      | Đoạt giải | [ 14 ]        |
| 2023 | Giải thưởng Chương trình Hiệp hội Truyền hình Hoàng gia | Nam diễn viên chính                                                  | Chaske Spencer   | Đề cử     | [ 15 ]        |